# Нижне-Добринский район
Нижне-Добринский район — административно-территориальная единица (район) в составе Сталинградской области, существовавшая в 1941—1950 годах. Центр — село Нижняя Добринка.
Район был образован в составе Сталинградской области 7 сентября 1941 года на территории бывшего Добринского кантона АССР немцев Поволжья.
В 1942 году были переименованы сельсоветы, входившие в состав района:
- Галкинский — в Галкинский (село Галка)
- Гольштейнский — в Верхне-Кулалинский (село Верхняя Кулалинка)
- Гебельский — в Усть-Грязнухинский (село Усть-Грязнуха)
- Гильдманский — в Пановский (село Пановка)
- Добринский — в Добринский (село Нижняя Добринка)
- Дрешпицский — в Верхне-Добринский (село Верхняя Добринка)
- Крафтский — в Верхне-Грязнухинский (село Верхняя Добринка)
- Келерский — в Карульно-Буерачный (село Караульно-Буерачное)
- Лейхлингский — в Иловлинский (село Иловлинка)
- Мюллерский — Кривцовский (село Кривцовка)
- Мюльбергский — Щербатовский (село Щербатовка)
- Семёновский — Семёновский (село Семёновка)
- Швабский — Бутковский (село Бутковка)
- Штефанский — Водно-Буерачный (село Воднобуерачное)
- Щербаковский — Щербаковский (село Щербаковка)

Решением Сталинградского облисполкома от 02 августа 1950 года № 29/1831 в соответствии с Указом Президиума Верховного Совета РСФСР от 27 июля 1950 года был ликвидирован Нижне-Добринский район, территория передана в состав Камышинского района.